# BR-488
A BR-488 é uma rodovia de ligação. Esta rodovia liga a Rodovia Presidente Dutra (BR-116) ao Santuário Nacional de Nossa Senhora Aparecida, em Aparecida, SP. Tem apenas 6 km de extensão, sendo a terceira menor rodovia federal do país, atrás da BR-499, a qual possui 4,9 km de trajeto concluído, e da BR-440, com 5,5 km de extensão finalizada.